# Arenaria melanandra
Arenaria melanandra là loài thực vật có hoa thuộc họ Cẩm chướng. Loài này được (Maxim.) Mattf. ex Hand.-Mazz. mô tả khoa học đầu tiên năm 1929.